# 马加 (作家)
马加（1910年—2004年），原名白永丰，曾用笔名白晓光，男，满族，原籍山东登州，生于辽宁新民，中国作家。

## 生平
马加原籍山东登州，1910年生于辽宁新民；1928年入沈阳东北大学，同年在《平民日报》副刊发表第一首诗《秋之歌》；九一八事变后流亡北平；1933年发表政治抒情诗《火祭》；1935年加入中国左翼作家联盟，与人合办《文学导报》、《文风》等文学刊物；1938年到延安；1945年创作了延安地区第一部长篇小说《沱沱河流域》。
中华人民共和国成立后，马加担任过中国作家协会辽宁分会主席、辽宁省文联主席。1950年，马加担任东北作家协会主席，出版了著名的中篇小说《开不败的花朵》，描写了国共内战时期一支干部队伍在大草原上同敌人进行的一场遭遇战。这个时期马加的创作，有鲜明的地方色彩，浓郁的乡土气息和纯熟的群众语言，形成了自己独特的艺术风格。
1983年，以抗日戰爭时期东北流亡青年生活为题材的长篇小说《北国风云录》出版。
2004年辞世，享年94岁。